# آيت بوزيان آيت باحدو (آيت العربي)
آيت بوزيان آيت باحدو هو دُوَّار يقع بجماعة سيدي الغندور، إقليم الخميسات، جهة الرباط سلا القنيطرة في المملكة المغربية. ينتمي الدوّار لمشيخة آيت العربي التي تضم 4 دواوير. يقدر عدد سكانه بـ 623 نسمة حسب الإحصاء الرسمي للسكان والسكنى لسنة 2004.

## وصلات خارجية
- البوابة الوطنية للجماعات الترابية
- المندوبية السامية للتخطيط